# Società azteca
La società azteca precolombiana era di tipo piramidale. Si sviluppò tra gli Aztechi del Messico centrale nei secoli che precedettero la conquista e il saccheggio spagnolo. Si basava sulle fondamenta culturali comuni a buona parte della Mesoamerica. Dal punto di vista politico la società si basava su Città-Stato indipendenti chiamate "Altepetl", composte di piccole divisioni chiamate, Calpulli, a loro volta divise in uno o più gruppi familiari. Dal punto di vista sociale dipendeva da una divisione relativamente rigida tra nobili e cittadini liberi, entrambi divisi in gerarchie elaborate di stati sociali, responsabilità e potere. Economicamente la società dipendeva dall'agricoltura, e da un accentuato spirito guerriero; altri importanti fattori economici erano il commercio, sia locale che su lunghe distanze, ed un alto grado di specializzazione dei mercati.

## Concetti generali

### Mesoamerica
A metà del I° millennio le prime ondate di tribù di lingua nahuatl migrarono verso sud entrando in Mesoamerica. Si trattava di popoli nomadi dediti alla caccia e raccolta, giungendo in una regione già popolata da una società complessa, e con livello tecnologico decisamente avanzato. Grazie all'influenza di civiltà mesoamericane classiche quali Teotihuacan, Maya, i Totonac e Huastechi, i proto-Aztechi divennero un popoli di agricoltori sedentari acquisendo la tecnologia e la complessità dei loro vicini. Iniziarono così ad usare il loro linguaggio, buona parte degli aspetti religiosi, e, probabilmente, aspetto socio-culturali. In questo senso la società azteca si sviluppò quale sintesi di tradizioni delle società mesoamericane e degli Aztechi, nonostante non sia oggi possibile stabilire da quale popolo derivi ogni usanza. La società azteca non era isolata nel grande contesto mesoamericano, ed infatti molti loro aspetti sono comuni alle società confinanti.

### Il termine "Aztechi"
La definizione del termine "Aztechi" usata in questa voce è quella data da Michael Ernest Smith. L'archeologo americano usa il termine "Aztechi", per comprendere tutti i popoli del Messico centrale parlanti la lingua nahuatl, al contrario della definizione secondo la quale sarebbero "Aztechi" solo gli abitanti di Tenochtitlán, o al massimo i componenti della Triplice alleanza azteca. La definizione di Smith fu utile per il fatto che i principi politici, sociali ed economici, così come la terminologia che usavano, erano condivisi tra i popoli Nahua. Quando ci si riferisce alle caratteristiche di un particolare gruppo azteco lo si farà utilizzando etnonimo specifico, ad esempio Mexica per gli abitanti di Messico-Tenochtitlan, Tlaxcalteca per quelli di Tlaxcallan e così via.

### Fonti scritte e orali
Le fonti scritte e orali che descrivono la società azteca sono soprattutto documenti scritti in spagnolo nel secolo che seguì la conquista. I più importanti sono il Codice fiorentino, una descrizione etnografica in dodici volumi della società azteca precolombiana, scritto da Bernardino de Sahagún, storico al seguito di Diego Durán, ed i racconti dei primi conquistadores quali gli stessi Hernán Cortés e Bernal Díaz del Castillo. Negli ultimi decenni lo studio archeologico della civiltà azteca precolombiana ha portato alla luce importanti informazioni che hanno permesso di comprendere a fondo la loro struttura sociale e commerciale.

## Organizzazione politica
Secondo l'etnostorico, James Lockhart, specializzato nello studio dei popoli Nahua, la società azteca era caratterizzata da una "tendenza a creare grandi gruppi tramite aggregazione dei piccoli nuclei, sfruttando la comune funzione e le somiglianze". Questa idea comporta una stratificazione sociale costruita dal basso verso l'alto, piuttosto che il contrario. La gerarchia azteca non era quindi del tipo "un genere di unità, la capitale che controlla le unità subordinate di un altro genere" ma piuttosto del tipo in cui l'unità principale era composta di numerose sottoparti.

### Famiglia e discendenza
La famiglia e la discendenza rappresentavano le unità base della società azteca. La discendenza definiva il livello sociale, e le discendenze nobiliari erano storicamente riconducibili fino ad un passato mitico, dato che loro credevano che i nobili fossero storicamente discendenti diretti del dio Quetzalcoatl. Anche le altre discendenze prestigiose venivano fatte risalire fino alle dinastie regnanti, preferibilmente a quelle legate ad un retaggio tolteco. Anche il gruppo familiare esteso era considerato quale unità sociale di base, e lo stile di vita era determinato in gran parte dai legami familiari, dato che le reti di famiglie che insieme abitavano, davano vita ad un calpulli, la versione mesoamericana del clan scozzese. Di questo si teneva traccia della discendenza, sia dal ramo paterno, che da quello materno, anche se quella del padre era considerata la discendenza predominante.

### Calpulli
Il calpulli era un'unità sociale composta di numerosi gruppi familiari fra di loro collegati. Non si è pienamente compresa l'esatta natura del calpulli, per cui viene descritta solitamente alla pari di un clan, una città, una circoscrizione, una parrocchia o una cooperativa agricola. In Nahuatl esisteva anche il sinonimo tlaxilacalli , il cui significato era "gruppo di case".
Il calpulli era costruito attorno al capo locale, il calpōleh, con cui i membri erano solitamente imparentati, e che forniva ai "cittadini" le terre da coltivare, calpōllālli, o l'accesso a lavori non agricoli in cambio di tributi e lealtà.
Il calpulli fungeva anche da tempio nel quale l'adorazione della divinità del calpulli era svolta in una scuola chiamata, Telpochcalli, scuola in cui venivano istruiti i giovani, soprattutto nelle arti marziali. In alcune Città-Stato azteche esistevano calpulli specializzati nel commercio praticato da tutti i suoi membri; questi avevano una struttura simile alle gilde del commercio medievali. Era il caso ad esempio di Otompan, di Texcoco e di Tlatelolco. Altri calpulli erano composti da gruppi di immigrati provenienti dalle altre aree della Mesoamerica, che si insediavano per formare gruppi coesi all'arrivo nella nuova città. Ad esempio è stato dimostrato che Tenochtitlán aveva calpulli composte di Otomi, Mixtechi e Tlapanechi.

### Altepetl
L'altepetl era una città-stato composta di numerosi calpulli, e governata da un tlatoani. L'altepetl era l'unità che governava un territorio ben definito, lo difendeva, e, nel limite delle possibilità militari, tentava di accrescerne l'estensione. Il tlatoani era il capo del calpulli più influente, spesso a causa del fatto che vantava una discendenza più prestigiosa. Il termine altepetl, comunque, non si riferiva solo all'area, ma anche alla popolazione che l'abitava, e si crede che l'affiliazione ad un altepetl rappresentasse la principale discriminante per le divisioni etniche della Mesoamerica, ancora più delle differenza linguistiche.

### Alleanze ed egemonia politica
Di solito gli altepetl tentavano di dominare gli altepetl vicini tramite conflitti, che sfociavano in vere e proprie guerre. In questo modo gli altepetl più deboli venivano soggiogati dai più potenti, ai quali dovevano poi pagare dei tributi. Questo comportava spesso la formazione di alleanze tra altepetl subordinati al fine di sovvertire quello dominante. Alcune alleanze avevano vita breve, mentre altre erano talmente durature da portare alla fusione di un gruppo di altepetl, dando vita ad una nuova entità politica. Un esempio alleanza duratura tra città-stato indipendenti fu quella stretta tra gli altepetl di Tlaxcallan, Ocotelolco, Tizatlan, Quiyahuiztlan e Tepeticpac, normalmente considerati uno Stato unico, ma con quattro re indipendenti, all'interno dei quali si manifestava una notevole competizione. Un'altra è la cosiddetta, Triplice alleanza azteca, stretta tra Tlacopan, Texcoco e Tenochtitlán, formatasi per mettere fine al dominio dell'altepetl di Azcapotzalco, che poi prese il controllo di gran parte della Mesoamerica, divenendo nota come impero azteco.

## Organizzazione sociale
La società azteca era di tipo piramidale' che poneva in alto ad essa la nobiltà cittadina e i re dei principati. Successivi in importanza erano i sacerdoti. Nella fascia intermedia erano presenti tutti quei soggetti appartenenti al ceto produttivo. Ai piedi della piramide c'erano gli schiavi. La principale divisione sociale tra gli aztechi era quella tra nobili (in nahuatl pīpiltin) ed i cittadini comuni (in nahuatl mācehualtin). I nobili vantavano numerosi privilegi, soprattutto il diritto di ricevere tributi dai cittadini che abitavano le loro terre. In cambio, i cittadini erano liberi di coltivare la terra gestendone il possesso, rispettando i doveri dovuti al nobile ed al calpulli, tipo il pagamento dei tributi ed il servizio militare. Era difficile cambiare classe sociale tra questi due strati, ma in realtà nobili e cittadini erano a loro volta divisi in gerarchie più dettagliate all'interno delle quali ci si muoveva con più facilità. Ad esempio i commercianti che operavano su lunghe distanze, i pochteca, venivano considerati cittadini, ma contemporaneamente vantavano diritti tipici degli strati nobili più bassi.

## Istruzione
I Mexica, fondatori e gruppo dominante dell'impero azteco, furono uno dei primi popoli al mondo ad avere un'istruzione obbligatoria per quasi tutti i bambini, senza distinzione di sesso, ceto sociale o rango.
Fino ai quattordici anni l'educazione era compito dei genitori, supervisionati dalle autorità del loro calpulli. Periodicamente frequentavano i templi locali, per poter controllare i progressi.
Parte dell'istruzione era rappresentata dall'apprendimento di modi di dire, chiamati huehuetlatolli, in nahuatl, "Parole degli anziani", che racchiudevano gli ideali aztechi. C'erano frasi per tutte le occasioni, per salutare la nascita dei bambini, e per fare le condoglianze alla morte. I padri dicevano alle figlie di non truccarsi, perché sarebbero sembrate delle ahuianis. Le madri dicevano alle figlie di sostenere i mariti, anche se erano umili contadini. Ai ragazzi si diceva di restare umili, obbedienti e di essere grandi lavoratori. A giudicare dal linguaggio si direbbe che molti huehuetlatolli si siano evoluti nel corso dei secoli, derivando dalle culture antecedenti agli Aztechi ed ai Nahua.
I bambini erano tenuti in casa fino a circa 15 anni, ma tutti, bambini e bambine, dovevano frequentare la scuola per qualche tempo tra i 10 ed i 20 anni.
Esistevano due tipi di scuola: la telpochcalli, per studi pratici e militari, e la calmecac, per studi avanzati di scrittura, astronomia, politica, teologia ed altri argomenti. Sembra che le due istituzioni fossero comuni tra i Nahua, il che ha fatto supporre ad alcuni esperti che fossero antecedenti agli Aztechi.
- La telpochcalli, o Casa Dei Giovani, insegnava storia, religione, arti di lotta militare, un commercio o un mestiere, come l'agricoltore o l'artigiano. Alcuni studenti di telpochcalli venivano scelti per far parte dell'esercito, ma molti di loro tornavano a casa.
- La calmecac, frequentata soprattutto dai figli dei pillis, si incentrava sulla preparazione di regnanti (tlatoque), sacerdoti, studiosi, insegnanti, (tlatimini), guaritori (tizitl) e scrittori e pittori di codici (tlacuilos). Studiavano rituali, storia antica e contemporanea, letteratura, calendario, alcuni elementi di geometria, canzoni (poesia) e, come nelle telpochcalli, arti marziali.

Ogni calpulli era specializzato in qualche specialità artigianale, il che era fondamentale per gli introiti della città. L'insegnamento dell'artigianato era ben considerato.
I medici (tizitl) erano suddivisi tra diverse specializzazioni. Ad alcuni veniva insegnato a riconoscere e classificare le piante medicinali, altri a preparare le medicine vendute in particolari luoghi (tlapalli). Si conoscevano oltre un centinaio di specializzazioni, compresi deodoranti, rimedi per piedi puzzolenti, pasta dentifricia, ecc. Esistevano anche tizitl specializzati in chirurgia, malattie dell'apparato digerente, denti e naso, malattie della pelle, ecc.
Gli insegnanti aztechi (tlamatimine) applicavano un regime spartano; bagni freddi al mattino, lavoro duro, punizioni fisiche e prove di resistenza, con l'obiettivo di formare un popolo stoico.
Esistono informazioni contraddittorie sul fatto che i calmecac fossero riservati o meno ai figli dei pillis; alcune fonti dicono che venivano scelti loro per studiare. È possibile che i cittadini comuni preferissero i telpochcalli, dato che un guerriero poteva far carriera più velocemente, grazie alle proprie capacità militari; invece, diventando un sacerdote o un tlacuilo era quasi impossibile salire molto nella scala sociale.
Alle ragazze veniva insegnata economia domestica e cura dei figli. Non gli veniva insegnato a scrivere e leggere. Ad alcune veniva insegnato a fare la levatrice, ricevendo aiuto direttamente da un medico; anche queste ragazze, come i medici, venivano chiamate tizitl. Le tizitl curavano le donne per tutta la vita fertile. Seguivano le giovani mogli e, fin dai primi mesi di gestazione, iniziavano a individuare eventuali problemi. Forse per il fatto di essere donne preferivano salvare la vita alle madri che ai feti, ricorrendo all'embriotomia. Per questo motivo il loro lavoro, chiamato temiuxiuliztli, veniva a volte tradotto in "ostetrica". Si pensava che tutte le donne fossero coinvolte nelle "cose di dio"; esistono infatti dipinti raffiguranti donne che conducevano riti religiosi, ma senza nessuna fonte che parli dell'esistenza di sacerdotesse.
C'erano altre due opportunità per coloro che dimostravano talento. Alcuni venivano scelti per la casa delle canzoni e delle danze, ed altri per il gioco della palla. Entrambi questi lavori erano considerati professioni ad alto status sociale.

## Commercio
Prima della caduta dell'impero, gli Aztechi vantavano un'economia stabile, guidata da un mercato commerciale di successo. I mercati, situati al centro di molte comunità, erano ben organizzati e gestivano la compravendita di ogni possibile oggetto, esattamente come riportato dai conquistadores al loro arrivo. I mercati regionali, noti come tlanecuilo, operavano soprattutto col baratto di utensili e cibo, compresi oro, argento ed altre pietre preziose, vestiti e cotone, pelli animali, prodotti agricoli o selvatici e manodopera. Le rotte commerciali degli Aztechi non erano utili solo per il commercio in sé, ma anche per la socializzazione, dato che fornivano un luogo in cui le persone si scambiavano informazioni tra varie regioni. Questo tipo di rotte venivano usate principalmente per la compravendita di alimenti prodotti localmente, dato che serviva poca strada per giungere al mercato. Data la mancanza di animali domestici i mercati locali divenivano necessari. La nobiltà acquistava i propri beni dalle terre vicine, da luoghi distanti situati all'interno dall'impero, ed anche da oltre confine, creando la necessità di stabilire rotte commerciali con altri stati e imperi.
Il commercio a lungo raggio veniva svolto da mercanti chiamati pochteca. Questi occupavano un ceto sociale elevato nella società azteca, subito sotto alla nobiltà. I pochteca erano responsabili della fornitura di materiale alla classe nobile, che costoro usavano per mostrare platealmente il loro potere. Questi materiali venivano spesso ottenuti da fonti esterne. A causa del successo dei pochteca molti dei mercanti divennero potenti quanto i nobili, ma erano obbligati a nasconderlo al pubblico.
I più alti ufficiali dei pochteca erano i pochtecatlatoque. Erano i più anziani tra i pochteca, e non viaggiavano più, ma piuttosto fungevano da amministratori che controllavano i giovani pochteca e gestivano i mercati. Il secondo gruppo di pochteca era rappresentato dai mercanti di schiavi, noti come tlatlani. Spesso ci si riferisce a loro definendoli i più ricchi dei mercanti, dato che giocavano un ruolo importante nella gestione degli schiavi usati nei sacrifici umani.
Il terzo gruppo di commercianti su lunghe distanze era quello dei tencunenenque, che lavoravano per conto dei regnanti gestendo commerci personali.
Un gruppo di commercianti spia, chiamati naualoztomeca, formava l'ultimo gruppo di pochteca. Questi venivano obbligati a travestirsi durante i viaggi, dato che trasportavano beni rari. I naualoztomeca venivano anche usati per recuperare informazioni dai mercati, e riferirle ai pochteca di grado superiore.
Tutti i commerci sul territorio dell'impero azteco erano regolati dagli ufficiali che controllavano i mercati per assicurare che i compratori non venissero truffati. Dato che i mercati erano enormi, nelle città che superavano i 20 000 abitanti l'organizzazione diventava cruciale.

## Agricoltura
Gli Aztechi che vissero prima della conquista spagnola formavano una società basata su un'agricoltura prosperosa, e riuscirono a farlo senza l'uso della ruota o di animali da soma domestici. Esistevano quattro metodi di successo per fare l'agricoltore. Il primo, il metodo basilare dell'agricoltura azteca, era chiamato "coltivazione a pioggia". Gli aztechi usavano la coltivazione a terrazze nelle zone collinose, o nelle zone inutili nella normale agricoltura. Il terrazzamento permetteva un incremento della superficie coltivabile, impedendo l'erosione del suolo. Le terrazze venivano costruite tramite l'edificazione di mura a pietra parallele al contorno della collina. Le terra veniva poi portata all'interno delle mura, formando un livello pianeggiante coltivabile. Esistevano tre tipi di terrazze, ognuna specifica per particolari tipi di terreno: terrazze lungo il contorno delle colline (pendii ripidi), semi-terrazze (pendii dolci, i muri erano fatti con agave invece che con pietre), e terrazze con canali incrociati. La tecnica del terrazzamento era usata soprattutto nelle zone montuose.
Nelle valli dell'impero si usavano sistemi di irrigazione. Le dighe portavano l'acqua dalle fonti naturali ai campi. Questo permetteva regolarmente ottimi raccolti. La prosperità di un campo non dipendeva solo dalla pioggia. I sistemi di irrigazione erano presenti ben prima dell'arrivo degli Aztechi. Loro costruirono però i canali artificiali ben più elaborati dei precedenti. riuscirono anche a deviare buona parte del Cuauhtitlan per rifornire di acqua ampie zone coltivate. La rete di canali rappresentava un sistema molto complesso ed intricato.
Nelle paludi che circondavano il lago di Xochimilco, gli Aztechi svilupparono una nuova tecnica per la coltivazione del mais. Costruirono i cosiddetti chinampa. I chinampa erano aree di terra sopraelevata, erette alternando strati di fango preso dal fondo del lago con piante ed altra vegetazione. Questi "letti sopraelevati" erano larghi dai 2 ai 4 metri, e lunghi tra i 20 ed i 40. Si alzavano di un metro dal livello dell'acqua, ed erano separati tra loro da stretti canali che permettevano ai contadini di spostarsi con le canoe. I chinampa erano estremamente fertili ed offrivano, in media, sette raccolto l'anno. Per poterli piantare i contadini creavano dei "letti di semi", zattere di canne, su cui si piantavano i semi da far crescere. Una volta spuntati venivano spostati nei chinampa. Questa tecnica abbassava notevolmente il tempo necessario alla crescita.

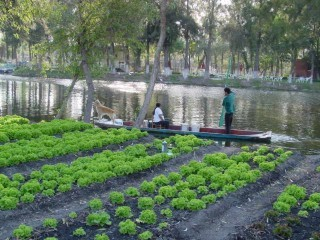
Chinampa moderni

Nonostante buona parte delle coltivazioni avevano luogo all'esterno dei centri abitati, nelle città si usava un'altra tecnica di coltivazione su piccola scala. Ogni famiglia aveva il proprio giardino in cui piantava mais, frutta, erbe, medicinali ed altre piante.
Dei tanti tipi di cereali che crescevano tra gli Aztechi, il mais era sicuramente il più importante. La dieta azteca era basata sul mais che cresceva in tutto l'impero, sui terrazzamenti, nelle vallate paludose e nei chinampa. Le donne pestavano il mais per produrre impasti, schiacciandolo tra una pietra chiamata mano, ed una pietra piatta chiamata metatate. Con questo impasto creavano le tortilla.
Tra gli altri vegetali coltivati dagli Aztechi vi erano, l'avocado, i fagioli,le patate dolci, i pomodori, il chia, l'amaranto ed il peperoncino. Le coltivazioni tipiche delle zone non montagnose erano quelle del cotone americano, della frutta, del cacao e degli alberi della gomma. L'agricoltura era l'unica cosa che poteva fornire alla popolazione un reddito sufficiente per vivere.